# Mixage films
Pour les articles homonymes, voir Mixage.
Le mixage films est l'opération finale de la postproduction d'un film. Il est précédé du montage son.
Le nombre d'éléments à mixer (sources sonores ou son source) peut dépasser plusieurs centaines répartis sur plusieurs ordinateurs dédiés (DAW). Le format de mixage le plus usuel est le 5.1 à partir duquel il faudra décliner des mixages spécifiques et adaptés aux différentes contraintes de diffusion (DVD, TVHD (en), Downmixing, TV-SD, stéréo, TNT, Téléphones cellulaires, etc.)

## Historique
L'avènement du cinéma sonore en 1926 est fait par le procédé Vitaphone, qui est la synchronisation de la bande image avec un disque gravé tournant à la vitesse de 33 ¹⁄₃ tours par minute, ce qu'on a appelé récemment le son sur disque. La caméra et le graveur de disque sont entraînés chacun par un moteur synchrone. Pour la projection, c'est le même couple qui est utilisé : l'appareil de projection avec la bande image et le disque gravé qui contient soit un dialogue, soit une chanson, mais ne peut pas contenir un dialogue sur une musique de fond par exemple. Dans le fameux Chanteur de jazz, quand Al Jolson chante au music-hall devant sa mère et un voisin qui commentent sa chanson, leur dialogue est indiqué par l'intermédiaire d'intertitres, et leurs lèvres bougent mais on ne les entend pas. « Le cinéma sonore ne l’est encore qu’à demi, quand les uns chantent, les autres ne peuvent pas parler, et inversement. Les cinéastes ne savent pas encore mélanger les sons, le mixage reste à découvrir! »
Dès 1927, un autre procédé apparaît : le son sur film qui va rendre obsolète le Vitaphone à peine mis au point. Le son dit son optique, est enregistré sur une pellicule argentique à peu près analogue à la pellicule image (plus contrastée, sans gamme de gris). On peut utiliser plusieurs bandes son optique et les spécialiser, généralement en deux sources : dialogue et musique. Un mélange des deux peut être effectué sur une troisième bande-son optique qui sert par la suite à tirer les copies sonores. Avec ce procédé, on aurait pu entendre parler la mère et le voisin du chanteur de jazz, tout en entendant celui-ci chanter. Mais la superposition des bandes-son optique ne peut aller plus loin, le son se dégrade rapidement d'une copie à l'autre.
Dans les années 1950, pour les opérations de montage et de mixage, la bande-son optique est remplacée par la bande-son magnétique, de meilleure qualité sonore que le son optique, et qu'une série de copies affectent moins. Pour cela, les mélangeurs primitifs sont améliorés et sont alors conçues des tables de mixage, offrant de huit à douze entrées de sons différents. C'est aussi la naissance de lieux dédiés au son : les auditoriums.
L'automatisation du mixage apparaît vers la fin des années 1970. Le milieu des années 1980 verra l'introduction des enregistreurs numériques multipistes et le début des années 2000 l'introduction des stations audio-numériques (en anglais Digital Audio Workstation).

## Processus

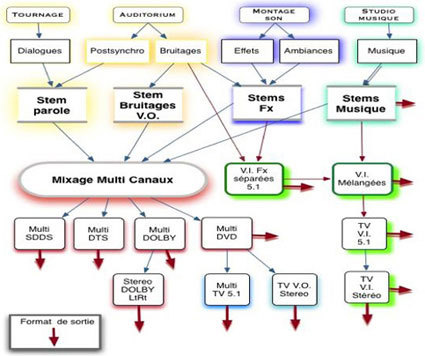
Les chemins du mixage en cinéma

### Version originale
Le mixage peut s'effectuer en plusieurs étapes de prémixage
- Prémixage des paroles (dialogues) et des bruitages
- Prémixage des effets et des ambiances
- Prémixage de la musique.

Les méthodes modernes (mixage à partir de plusieurs DAW) permettent de mixer en ligne"" (once pass) tous les éléments sources et de les multiplier presque à l'infini ceux-ci (plusieurs centaines d'éléments sonores).

### Version Internationale
Après le mixage de la V.O.(Version Originale) il faut aussi réaliser le mixage de la V.I. (Version Internationale), aussi appelée M&E (Music & Effects), version du mixage sans les paroles de la langue originale, qui va servir pour les mixages dans des langues autres que la langue originale.

### Versions DVD
Du mixage original pour le cinéma est réalisée une version pour le DVD. Celle-ci a pour caractéristique une réduction de la dynamique du mixage, sachant que le DVD sera diffusé dans un milieu domestique (home cinéma) et donc à plus faible niveau de diffusion (79 dB au lieu de 85 dB) qu'au cinéma.

### Versions télévision
Seront aussi déclinés pour la télévision HD, une version identique ou proche de la version DVD (en prévoyant et vérifiant les compatibilités de Downmixage (mixdown) ainsi qu'une version stéréo, généralement matricée Dolby LtRt pour la télévision SD.

## Catégories
- Blockbuster, ou film à très gros budget
- Long métrage ou film long
- Film à petit budget et court métrage ou film court
- Série télévisée. Au début des années 2000, aux États-Unis, le budget des séries est devenu équivalent à celui des films de cinéma. Les techniques de mixage sont approchantes